# Antigua i Barbuda na Letnich Igrzyskach Olimpijskich 2012
Antiguę i Barbudę na Letnich Igrzyskach Olimpijskich 2012, które odbyły się w Londynie, reprezentowało 4 zawodników.
Był to dziewiąty start reprezentacji Antiguy i Barbudy na letnich igrzyskach olimpijskich.

## Reprezentanci

### Lekkoatletyka
Mężczyźni
| Zawodnik          | Konkurencja | Eliminacje | Eliminacje | Ćwierćfinał | Ćwierćfinał | Półfinał | Półfinał | Finał | Finał   |
| Zawodnik          | Konkurencja | Wynik      | Miejsce    | Wynik       | Miejsce     | Wynik    | Miejsce  | Wynik | Miejsce |
| ----------------- | ----------- | ---------- | ---------- | ----------- | ----------- | -------- | -------- | ----- | ------- |
| Daniel Bailey     | 100 m       | Zwolniony  | Zwolniony  | 10,12       | 13          | 10,16    | 6        |       | 17      |
| Brendan Christian | 200 m       | 20,63      | 21         |             |             | 20,58    | 5        |       | 15      |

Kobiety
| Zawodniczka  | Konkurencja | Eliminacje | Eliminacje | Ćwierćfinał | Ćwierćfinał | Półfinał | Półfinał | Finał | Finał   |
| Zawodniczka  | Konkurencja | Wynik      | Miejsce    | Wynik       | Miejsce     | Wynik    | Miejsce  | Wynik | Miejsce |
| ------------ | ----------- | ---------- | ---------- | ----------- | ----------- | -------- | -------- | ----- | ------- |
| Afia Charles | 400 m       | 54,25      | 5          |             |             |          |          |       | 38      |

### Pływanie
Kobiety
| Zawodniczka    | Konkurencja   | Eliminacje | Eliminacje | Półfinał | Półfinał | Finał    | Finał   |
| Zawodniczka    | Konkurencja   | Rezultat   | Pozycja    | Rezultat | Pozycja  | Rezultat | Pozycja |
| -------------- | ------------- | ---------- | ---------- | -------- | -------- | -------- | ------- |
| Karin Clashing | 50 m dowolnym | 30,01      | 55         |          |          |          |         |